# Alan Racing

Griglia di partenza - stagione 1996

L'Alan Racing Team è una squadra corse automobilistiche con sede a Cologno Monzese (Milano).
Fondata nel 1995 da Alberto Locatelli con l'aiuto della moglie Angela, ha partecipato negli anni a numerosi campionati nazionali e internazionali.

## La storia
Il debutto nel trofeo cadetti della Formula Junior con vetture date in gestione al team Benvissuto, vede un esordio con 2 vittorie, 2 secondi posti e 2 terzi.
L'anno successivo il team si laurea vice campione di Formula Junior con Lorenzo Bontempelli (Trofeo Cadetti), il secondo posto tra gli Under 23 con Michele Spoldi e il secondo posto nel Campionato Italiano con Riccardo Rovini.
Il 1997 segna l'Alan Racing come costruttore di monoposto. La "Locatelli RT97" vince sia il Trofeo Cadetti che il Campionato Italiano con il giovane Riccardo Rovini.
Durante gli anni la squadra ha dato la possibilità di emergere a diversi piloti tra cui: Andrea Barbieri, Lorenzo Bontempelli, Enrico Garbelli, Alessandro Marelli, Fabio Pampado, Andrea Sonvico, Michele Spoldi.
Il 2002 vede l'Alan Racing partecipare al campionato Formula Renault 1600, con la vittoria nella prima gara assoluta. Quella della prima vittoria assoluta in un campionato si ripeterà nel 2007 con la vittoria sul circuito spagnolo di Valencia, di Salvatore Gatto nella prima gara del campionato International Formula Master.
Sempre nel 2002 la squadra prende parte al campionato di Formula Renault 2000 tricolore con Pablo Graziosi, Davide Mangeri e Giorgio Sernagiotto.
Dal 2003 al 2005 continua la partecipazione alla serie Formula Renault 2000 e l'ingaggio dei due piloti, il brasiliano Ruben Carrapatoso ed il lombardo Mauro Massironi.
Nel 2006 l'Alan Racing decide di passare ad una categoria più impegnativa, prendendo parte al campionato internazionale F.3000 International Master, conquistando diversi podi con Marco Mocci.
Nel 2007 l'Alan Racing si è presentato nel campionato Formula Masters 2007 schierando il messicano Pablo Sánchez López, della Escuderìa Telmex Racing, e i siciliani Giuseppe Terranova e Salvatore Gatto. Quest'ultimo lascerà il posto al russo Daniil Move, impegnato anche nel campionato World Series Renault.
Il campionato 2007 Formula Master, concluso con la gara di Monza nel mese di ottobre, ha visto l'Alan Racing piazzarsi al terzo posto sia nella classifica a squadre che in quella piloti, con il nord americano Pablo Sánchez López.
La squadra corse di Cologno Monzese, nel 2007 partecipa anche al campionati italiano di Formula 3.
Nel 2009 partecipa nuovamente al campionato italiano di Formula 3, utilizzando una monoposto dotata del telaio francese Mygale, portata al primo successo in una prova di campionato il 19 luglio a Misano Adriatico.